# 金黄还阳参
金黄还阳参（学名：[Crepis chrysantha] 错误：{{Lang}}：文本有斜体标记（帮助））为菊科还阳参属的植物。分布于哈萨克斯坦、蒙古、俄罗斯以及中国大陆的新疆等地，生长于海拔1,200米至3,000米的地区，常生于河流砾石地或石质坡地，目前尚未由人工引种栽培。